# Arna
Arna je ženské křestní jméno severského původu. Je odvozené od mužského jména Arne, pocházejícího z významu „orel“ (např. švédsky Örn).  V češtině se může také jednat o zdrobnělinu jména Arnoštka.
Podle českého kalendáře má svátek 30. března.

## Arna v jiných jazycích
- maďarsky: Arna

## Známé nositelky jména
- Arna (Arnoštka) Pekárková - česká herečka (1897–1981)